# Anacamptodes pseudoherse
Anacamptodes pseudoherse là một loài bướm đêm trong họ Geometridae.